# Fonsi (calciatore)
David López Nadales, noto come Fonsi (Saragozza, 22 gennaio 1986), è un calciatore spagnolo, difensore del Calamocha.

## Carriera
Il 1º settembre 2014 viene acquistato a titolo definitivo dalla squadra greca del PAS Giannina.